# Ronde van Frankrijk 2008
De 95e editie van de Ronde van Frankrijk ging op zaterdag 5 juli 2008 van start in Bretagne, in de plaats Brest, en eindigde op zondag 27 juli 2008 op de Avenue des Champs-Élysées in Parijs. De winnaar was Carlos Sastre.

## Vooraf
Alle renners die aan de start verschijnen, moesten in bezit zijn van een zogenaamd biologisch paspoort, waarin bloed- en urinewaarden zijn opgenomen.
Op 9 april 2008 werd een wijziging in het parcours aangekondigd: vanwege gevaar op instortingen sprak het Franse ministerie van Binnenlandse Zaken haar veto uit over een passage over de Col de Larche. Daarom startte de 15e etappe net als de 17e etappe vanuit Embrun om via de Agnelpas Italië binnen te komen.
In de aanloop naar de Tour kregen enkele ploegen een nieuwe hoofd- of cosponsor. Zo vond Team High Road een hoofdsponsor en wijzigde het de naam naar Team Columbia. GPS-fabrikant Garmin werd op 18 juni aangekondigd als nieuwe hoofdsponsor van Slipstream-Chipotle, dat sindsdien doorgaat onder de naam Garmin-Chipotle. Team CSC maakte bekend dat Saxo Bank tot het eind van het seizoen cosponsor zou worden van de ploeg, om in 2009 hoofdsponsor te worden.

## Parcours

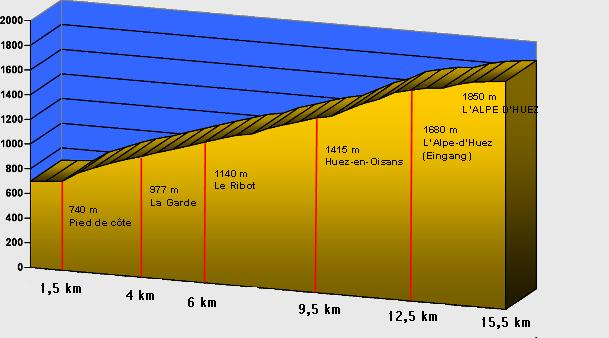
Profiel van de beklimming van l'Alpe d'Huez

Na de Ronde van Frankrijk 2007, die begon in Londen, startte La Grande Boucle dit jaar weer in Frankrijk. Het was de 29e keer dat de Ronde van Frankrijk Brest aandeed en de derde keer sinds de Tweede Wereldoorlog dat de Tour in Brest startte. Eerder gebeurde dat in de Ronde van Frankrijk 1952 en de Ronde van Frankrijk 1974.
De Ronde van Frankrijk 2008 kende een aantal wijzigingen in vergelijking met eerdere edities, zo bleek uit de presentatie op 25 oktober 2007. Zo ging de Tour voor het eerst sinds de Ronde van Frankrijk 1966 niet van start met een proloog. Ook was er geen sprake meer van bonificatieseconden aan de finish en waren de etappes in de eerste week minder vlak dan normaal. De eerste, op papier vlakke, rit naar Plumelec eindigde bijvoorbeeld met de beklimming van de Côte de Cadoudal (derde categorie). De vierde etappe was een (korte) individuele tijdrit van 29 kilometer en de zesde, als heuvelachtig gekenmerkte, etappe eindigde met een beklimming van de tweede categorie naar skioord Super Besse in het Centraal Massief. Ook de zevende etappe liep door het Centraal Massief.
In de negende etappe trok het peloton de Pyreneeën in. In de Alpen was er een aankomst in Italië (Prato Nevoso) en een beklimming naar de Col de la Bonette (zestiende etappe), met 2.802 meter de hoogste doorgangsweg van Europa. De laatste rit met aankomst bergop voerde naar de Alpe d'Huez. Op de voorlaatste dag was er zoals gebruikelijk een individuele tijdrit en de slotetappe voerde naar de Avenue des Champs-Élysées in Parijs.

## Startlijst

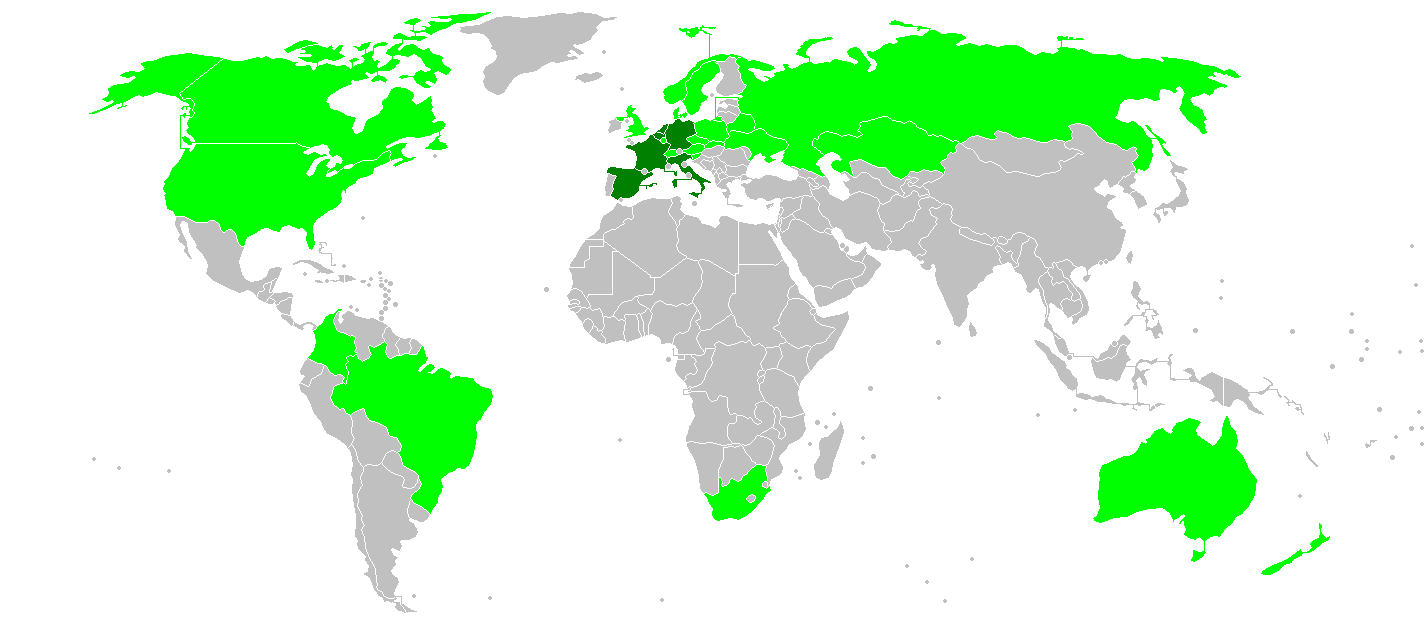
Deelnemers per land.
1-9 renners
10 of meer renners

De ploegen uit de UCI ProTour waren niet automatisch verzekerd van deelname. Tijdens de strijd tussen de UCI en de organisator ASO tussen de Tour van 2007 en de bekendmaking van de deelnemende ploegen op 20 maart 2008 werd er volop gespeculeerd over de deelnemende ploegen. De ASO dreigde een aantal ploegen niet te laten deelnemen, vanwege hun recente dopingverleden. Het ging hierbij met name om Astana, waarbij Aleksandr Vinokoerov in de Ronde van Frankrijk 2007 betrapt was op bloeddoping, en Rabobank, dat haar kopman en tevens leider in het algemeen klassement Michael Rasmussen uit de koers haalde.
De bekendmaking van de deelnemende ploegen werd uitgesteld, waardoor de ploegen en renners hun jaarplanning pas heel laat definitief konden vaststellen. Op 20 maart 2008 nodigde de ASO 20 ploegen uit voor de Ronde van Frankrijk 2008. Astana had als enige ProTour-ploeg geen uitnodiging gekregen. De drie wildcards gingen naar Agritubel, Barloworld en Team Garmin.
Op 10 juni raakte bekend dat bij een dopingcontrole bij Tom Boonen, in 2007 nog winnaar van de groene trui en in totaal goed voor zes etappezeges in de Tour, op 26 mei 2008, twee dagen voor de Ronde van België, sporen van cocaïne in zijn bloed waren teruggevonden. Omdat de controle buiten competitie was, kon Boonen niet geschorst worden. Op 11 juni maakte de ASO (Amaury Sport Organisation) echter bekend hem voor dit jaar te weren uit de Ronde van Frankrijk (volgens de ASO mag Boonen volgend jaar echter wel terug aan de start komen).
Als belangrijkste favorieten golden vooraf de Australiër Cadel Evans (2e plaats Ronde van Frankrijk 2007), de Rus Denis Mensjov (winnaar Ronde van Spanje 2007) en de Spanjaard Alejandro Valverde (6e plaats in 2007).
Er verschenen 12 Belgen en 10 Nederlanders aan de start. Stijn Devolder en Christophe Brandt stapten af.

## Verloop

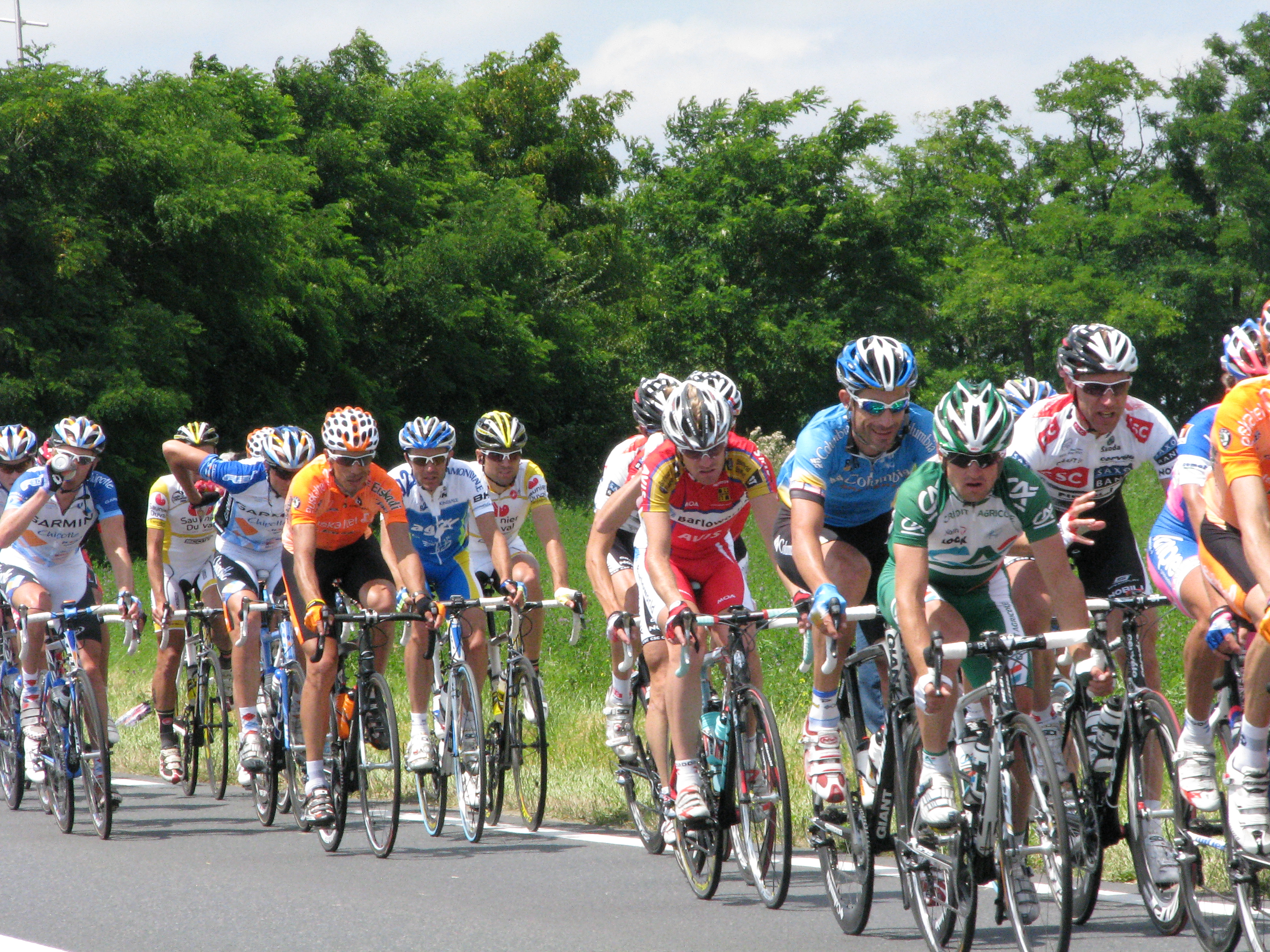
Het peloton op weg in de vijfde etappe.

Doordat er op de eerste dag geen proloog, maar een rit met een finish heuvelopwaarts op het programma stond was het vanaf de eerste etappe spannend wie het geel ging pakken. In Plumelec kwam Alejandro Valverde als eerste over de streep, waarmee hij direct een voorsprong pakte op zijn concurrenten. Nadat de tweede etappe eindigde in een massasprint, met Thor Hushovd als winnaar, bleef Valverde de leider in het algemeen klassement. Vooraf werd verwacht dat ook de derde etappe in een massasprint zou ontaarden. Niets was echter minder waar. Een viertal renners ontsnapte direct bij de start uit het peloton, en bleef op kop rijden tot de finish, waar Samuel Dumoulin naar de zege sprintte. Een van de ontsnappers, Romain Feillu, nam daardoor de gele trui over. In de tijdrit op dag 4 bleek Feillu niet sterk genoeg voor het behouden van de leiderspositie en Stefan Schumacher, die de etappe won, werd de nieuwe leider.
De vijfde etappe was wederom een vlakke rit en dit keer kwam het wel tot een massasprint. De 23-jarige Mark Cavendish was de snelste. Etappe 6 was vervolgens de eerste in het middelgebergte. De bolletjestrui, die sinds de eerste etappe in handen was van Thomas Voeckler, werd overgenomen door zijn landgenoot Sylvain Chavanel. Tot de slotklim leek het of Stefan Schumacher, die in de voorste groep reed, zijn gele trui kon behouden. Enkele honderden meters voor de streep kwam hij echter ten val en Riccardo Riccò ging er met de etappewinst vandoor. De Luxemburger Kim Kirchen werd de nieuwe drager van de gele trui. In de zevende etappe, opnieuw in het Centraal Massief in Auvergne, raakte Chavanel zijn bolletjestrui alweer kwijt. David de la Fuente pakte net genoeg punten om hem in het bergklassement voorbij te gaan. In de spectaculaire etappe, waarin veel renners op achterstand kwamen en Magnus Bäckstedt zelfs buiten de tijdslimiet binnenkwam, was Luis León Sánchez de gelukkige. Hij reed in de slotfase de klassementsrenners op achterstand en won de etappe. Kim Kirchen, die ook al de groene trui had, behield het geel.
Op de avond voorafgaande aan de achtste etappe werd Manuel Beltrán door zijn ploeg Liquigas geschorst. De Agence française de lutte contre le dopage (Frans agentschap voor de strijd tegen doping) had bekendgemaakt dat Beltrán na de eerste etappe positief was getest op het gebruik van epo. Vanwege het snelle handelen van Liquigas mocht de rest van de ploeg wel blijven van de A.S.O..
Op 16 juli werd Moisés Dueñas uit de wedstrijd gezet. Hij was betrapt op epo-gebruik. De politie viel binnen in het hotel van zijn ploeg Team Barloworld. Een dag later werd bekend dat op Dueñas' kamer onder andere spuiten en bloedzakken waren aangetroffen.
Na de tiende etappe nam Cadel Evans de gele trui over van Kim Kirchen. In die bewuste tiende etappe ging de strijd om het tricot tussen hem en de Luxemburger Fränk Schleck, die in de aanval was gegaan op de slotklim naar Hautacam. Schleck stond voor de rit nog buiten de top-10 op bijna twee minuten van leider Kirchen en op 1'50", maar nam op de klim een voorsprong die schommelde rond de twee minuten, zodat het een secondespel zou worden in de strijd om het geel. Uiteindelijk wist Evans de voorsprong van Schleck net klein genoeg te houden en wist de Australiër de Luxemburger net een seconde achter zich te houden. In diezelfde etappe raakte Kirchen ook de leiding in het puntenklassement kwijt, aan de Spanjaard Óscar Freire.
Op 17 juli, kort voor de start van de twaalfde etappe werd bekend dat ook Riccardo Riccò was betrapt op het gebruik van epo. Riccò was leider in het berg- en jongerenklassement. In deze Tour won hij al twee etappes. De ploegleider van zijn ploeg, Saunier Duval, was zeer verbaasd over de positieve dopingtest van de Italiaan en de ploeg trok zich volledig terug uit deze editie van de Ronde van Frankrijk. In totaal had Saunier Duval in deze Tour al drie etappes gewonnen (twee keer Riccardo Riccò en één keer Leonardo Piepoli). Een dag later werden zowel Riccò als Piepoli ontslagen door het team omdat ze "de ethische code geschonden hadden".
Na deze twaalfde etappe kreeg Sebastian Lang de bolletjestrui in bezit en kreeg Vincenzo Nibali de witte trui. Deze truien waren eerst in het bezit van Riccò.

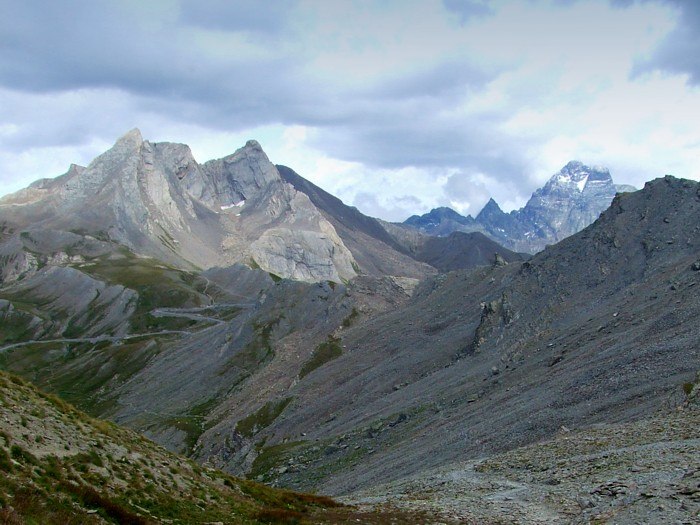
De Agnelpas

De overgangsetappes tussen de Pyreneeën en de Alpen werden gewonnen door Kurt-Asle Arvesen, Mark Cavendish (tweemaal) en Óscar Freire. Vervolgens trok het peloton de Alpen in, met om te beginnen een etappe over de Agnelpas en finish op Prato Nevoso. De etappe werd kleur gegeven door een lange vlucht van vier renners, die een voorsprong kreeg van maximaal een kwartier. Op de slotklim bleven Egoi Martínez, Danny Pate en Simon Gerrans samen tot de sprint. Gerrans was veruit de sterkste in de sprint en ging met de zege aan de haal, een gedesillusioneerde Martínez werd tweede. Het peloton werd uitgedund tot een select groepje favorieten, waar Cadel Evans Fränk Schleck geen meter weg liet rijden. Denis Mensjov probeerde weg te rijden, maar kwam ten val. Hij kon echter weer terugkomen bij de groep der favorieten. In de finale reden Sastre, Kohl, Mensjov en Valverde weg bij de concurrentie en door de groeiende voorsprong leek Kohl even op weg naar het geel. In de laatste 500 meter wist ook Fränk Schleck een gat te slaan met Evans, waardoor niet Kohl of Evans maar de Luxemburger het geel in ontvangst mocht nemen.
Na een rustdag wachtte het peloton de tweede Alpenetappe, met finish na de lange afdaling van de beklimming van La Bonette-Restefond. Wederom was het een kopgroep die het tot de finish haalde, met ditmaal Cyril Dessel als winnaar. In de groep der favorieten konden geen grote verschillen gemaakt worden op de slotklim, met als enige uitzondering Christian Vande Velde die veel tijd verloor. In de afdaling, waarin de Zuid-Afrikaan John-Lee Augustyn nog van de weg afraakte en een stuk naar beneden gleed, verbrokkelde de groep met geletruidrager Schleck een beetje. Mensjov en Kirchen waren in deze groep de grootste verliezers, zij verloren ruim een halve minuut.
De derde en laatste etappe bracht het peloton naar l'Alpe d'Huez en bevatte daarnaast nog de Col du Galibier en de Col de la Croix-de-Fer. CSC onderhield in de etappe een redelijk strak tempo aan, waardoor de kopgroep niet ver weg kon rijden en nog voor de slotklim in werd gerekend. De favorieten wachtten tot l'Alpe d'Huez om aan te vallen, maar op deze klim was het direct Sastre die in de aanval ging. De Spanjaard kreeg in eerste instantie Denis Mensjov mee, maar die kraakte vervolgens en moest ook de groep met Schleck en Evans laten rijden. Mensjov wist uiteindelijk weer terug te keren bij de groep achtervolgers. Daar probeerde de concurrentie Evans kapot te krijgen, maar zonder succes. Ondertussen liep de voorsprong van Sastre op tot twee minuten en reed hij zo al virtueel in het geel. In de achtergrond haalde vooral Fränks broer Andy Schleck de vele aanvallen op Evans en het geel terug, zodat lange tijd niemand weg kon rijden. Terwijl Sastre juichend de streep passeerde, deed Samuel Sánchez, die sterk reed in de Alpen, in de finale een aanval uit de groep met Schleck en Evans. Andy Schleck pareerde en de twee kregen een kleine voorsprong. Sánchez werd tweede, voor Andy Schleck, Valverde en Fränk Schleck, die zijn gele trui kwijt raakte aan ritwinnaar Sastre. De Spanjaard had in de strijd om het geel een voorsprong van 1'24" op Fränk Schleck en iets meer dan anderhalve minuut op Evans, die echter als de beste tijdrijder van de top-5 werd gezien.

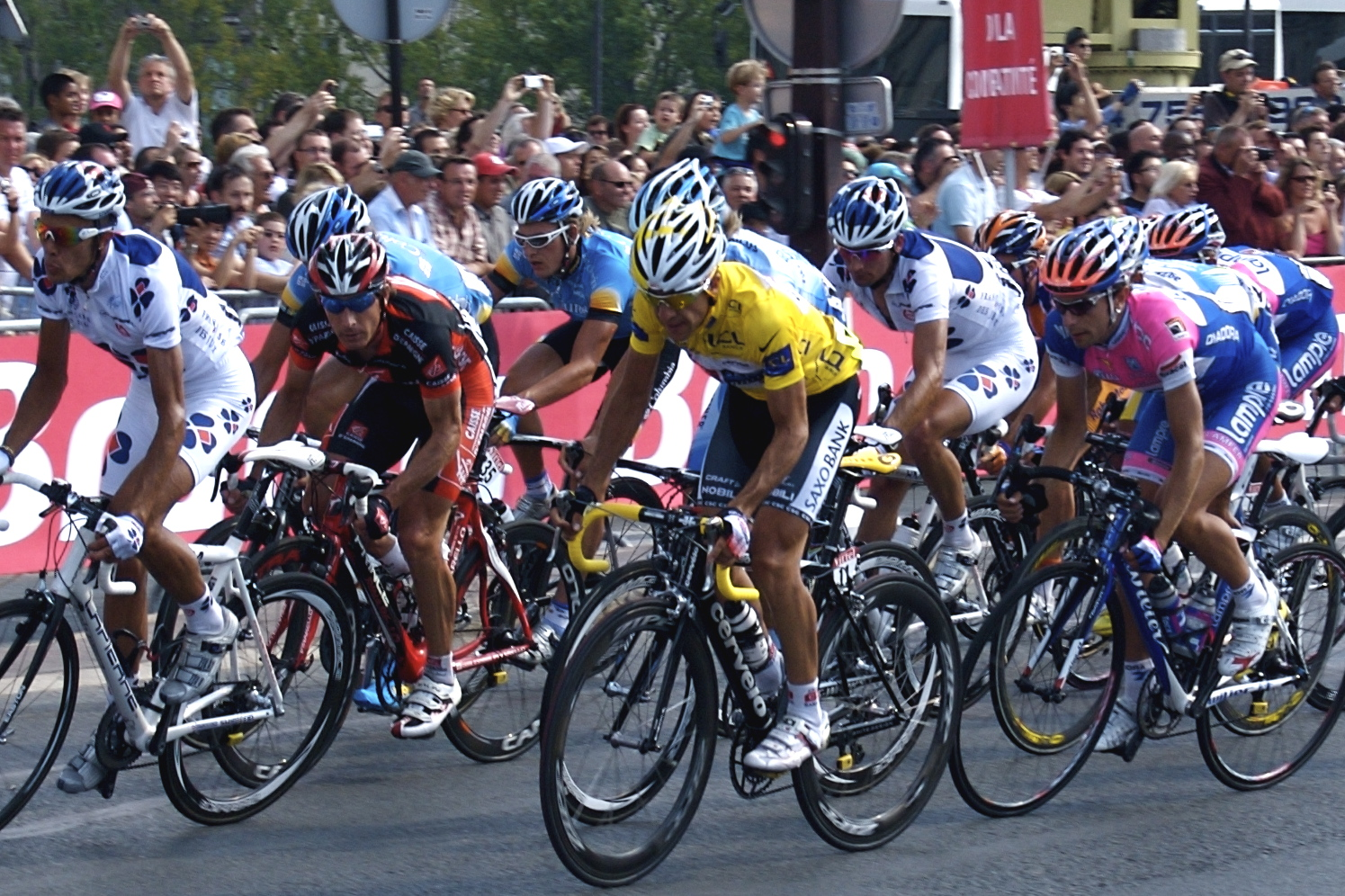
Carlos Sastre in de gele trui in de slotetappe in Parijs

Tussen de laatste Alpenrit en de individuele tijdrit, waren nog twee overgangsetappes in het parcours opgenomen. In beide etappes haalde een lange ontsnapping het tot de finish, waarbij Marcus Burghardt en Sylvain Chavanel een ritzege meepakten. In de een na laatste etappe, een individuele tijdrit over 55 km, was Stefan Schumacher, die eerder al de eerste individuele tijdrit had gewonnen, de beste. In de strijd om de gele trui kon Evans de leidende positie van Sastre nooit echt bedreigen en zo behield de Spanjaard met een kleine minuut voorsprong het geel. Bernhard Kohl, een van de revelaties, wist verrassend zijn podiumplaats te behouden en hield Denis Mensjov, die één plaatsje opschoof in het klassement, zo achter zich. De grootste verliezer was Fränk Schleck, die van de tweede plaats naar de zesde plaats terugviel in het algemeen klassement en in de tijdrit zelfs ingehaald werd door zijn ploeggenoot en klassementsleider Carlos Sastre.
De slotetappe naar de Champs-Élysées mondde zoals verwacht uit in een massasprint. Daarin was de Belg Gert Steegmans de beste. In het klassement waren er geen veranderingen na de etappe, zodat Carlos Sastre, Óscar Freire, Bernhard Kohl en Andy Schleck de gele, groene, bolletjes- en witte trui in ontvangst mochten nemen. De prijs voor de superstrijdlust ging naar Sylvain Chavanel en Team CSC was de winnaar in het ploegenklassement.

## Doping
Tijdens de ronde zijn de volgende renners betrapt op doping: Manuel Beltrán, Moisés Dueñas en Riccardo Riccò. Na de Tour bleek dat ook Dmitri Fofonov na de 18e etappe op doping is betrapt.
Enkele maanden na afloop van de Ronde zijn de bloedmonsters van een aantal wielrenners opnieuw onderzocht. Dit keer specifiek op Cera, een moderne vorm van epo, waarvan inmiddels de opsporing beter mogelijk is.
Bij deze onderzoeken zijn de Duitser Stefan Schumacher (2 ritzeges en twee dagen in de gele trui), de Italiaan Leonardo Piepoli (1 ritzege) en de Oostenrijker Bernhard Kohl (winnaar bolletjestrui en nummer 3 van het eindklassement) betrapt op het gebruik van Cera. Hun resultaten werden geschrapt.

## Etappe-overzicht
| Datum   | Etappe  | Start-Finish                      | Afstand | Type                | winnaar            | ploeg                | Klassementsleider  |
| ------- | ------- | --------------------------------- | ------- | ------------------- | ------------------ | -------------------- | ------------------ |
| 5 juli  | 1       | Brest - Plumelec                  | 195 km  | Vlakke rit          | Alejandro Valverde | Caisse d'Epargne     | Alejandro Valverde |
| 6 juli  | 2       | Auray - Saint-Brieuc              | 165 km  | Vlakke rit          | Thor Hushovd       | Crédit Agricole      | Alejandro Valverde |
| 7 juli  | 3       | Saint-Malo - Nantes               | 195 km  | Vlakke rit          | Samuel Dumoulin    | Cofidis              | Romain Feillu      |
| 8 juli  | 4       | Cholet - Cholet                   | 29 km   | Individuele tijdrit | Stefan Schumacher  | Team Gerolsteiner    | Stefan Schumacher  |
| 9 juli  | 5       | Cholet - Châteauroux              | 230 km  | Vlakke rit          | Mark Cavendish     | Team Columbia        | Stefan Schumacher  |
| 10 juli | 6       | Aigurande - Super Besse           | 195 km  | Heuvelrit           | Alejandro Valverde | Caisse d'Epargne     | Kim Kirchen        |
| 11 juli | 7       | Brioude - Aurillac                | 158 km  | Heuvelrit           | Luis León Sánchez  | Caisse d'Epargne     | Kim Kirchen        |
| 12 juli | 8       | Figeac - Toulouse                 | 174 km  | Vlakke rit          | Mark Cavendish     | Team Columbia        | Kim Kirchen        |
| 13 juli | 9       | Toulouse - Bagnères-de-Bigorre    | 222 km  | Bergrit             | Vladimir Jefimkin  | AG2R                 | Kim Kirchen        |
| 14 juli | 10      | Pau - Hautacam                    | 154 km  | Bergrit             | Leonardo Piepoli   | Saunier Duval        | Cadel Evans        |
| 15 juli | Rustdag | Rustdag                           | Rustdag | Rustdag             | Rustdag            | Rustdag              | Rustdag            |
| 16 juli | 11      | Lannemezan - Foix                 | 166 km  | Heuvelrit           | Kurt-Asle Arvesen  | Team CSC - Saxo Bank | Cadel Evans        |
| 17 juli | 12      | Lavelanet - Narbonne              | 168 km  | Vlakke rit          | Mark Cavendish     | Team Columbia        | Cadel Evans        |
| 18 juli | 13      | Narbonne - Nîmes                  | 182 km  | Vlakke rit          | Mark Cavendish     | Team Columbia        | Cadel Evans        |
| 19 juli | 14      | Nîmes - Digne-les-Bains           | 195 km  | Vlakke rit          | Óscar Freire       | Rabobank             | Cadel Evans        |
| 20 juli | 15      | Embrun - Prato Nevoso             | 185 km  | Bergrit             | Simon Gerrans      | Crédit Agricole      | Frank Schleck      |
| 21 juli | Rustdag | Rustdag                           | Rustdag | Rustdag             | Rustdag            | Rustdag              | Rustdag            |
| 22 juli | 16      | Cuneo - Jausiers                  | 157 km  | Bergrit             | Cyril Dessel       | AG2R                 | Frank Schleck      |
| 23 juli | 17      | Embrun - Alpe d'Huez              | 210 km  | Bergrit             | Carlos Sastre      | Team CSC - Saxo Bank | Carlos Sastre      |
| 24 juli | 18      | Le Bourg-d'Oisans - Saint-Étienne | 197 km  | Heuvelrit           | Marcus Burghardt   | Team Columbia        | Carlos Sastre      |
| 25 juli | 19      | Roanne - Montluçon                | 163 km  | Vlakke rit          | Sylvain Chavanel   | Cofidis              | Carlos Sastre      |
| 26 juli | 20      | Cérilly - Saint-Amand-Montrond    | 53 km   | Individuele tijdrit | Stefan Schumacher  | Team Gerolsteiner    | Carlos Sastre      |
| 27 juli | 21      | Étampes - Parijs: Champs-Élysées  | 143 km  | Vlakke rit          | Gert Steegmans     | Quick·Step           | Carlos Sastre      |

## Klassementsleiders na elke etappe
| Etappe 0        | Algemeen klassement | Puntenklassement   | Bergklassement     | Jongerenklassement | Ploegenklassement      | Strijdlust                |
| --------------- | ------------------- | ------------------ | ------------------ | ------------------ | ---------------------- | ------------------------- |
| 1               | Alejandro Valverde  | Alejandro Valverde | Thomas Voeckler    | Riccardo Riccò     | Caisse d'Epargne       | Lilian Jégou              |
| 2               | Alejandro Valverde  | Kim Kirchen        | Thomas Voeckler    | Riccardo Riccò     | Caisse d'Epargne       | Sylvain Chavanel          |
| 3               | Romain Feillu       | Kim Kirchen        | Thomas Voeckler    | Romain Feillu      | Team Garmin - Chipotle | William Frischkorn        |
| 4               | Stefan Schumacher   | Kim Kirchen        | Thomas Voeckler    | Thomas Lövkvist    | Team Garmin - Chipotle | niet uitgereikt (tijdrit) |
| 5               | Stefan Schumacher   | Thor Hushovd       | Thomas Voeckler    | Thomas Lövkvist    | Team Garmin - Chipotle | Nicolas Vogondy           |
| 6               | Kim Kirchen         | Kim Kirchen        | Sylvain Chavanel   | Thomas Lövkvist    | Team Garmin - Chipotle | Sylvain Chavanel          |
| 7               | Kim Kirchen         | Kim Kirchen        | David de la Fuente | Thomas Lövkvist    | Team CSC - Saxo Bank   | Luis León Sánchez         |
| 8               | Kim Kirchen         | Óscar Freire       | David de la Fuente | Thomas Lövkvist    | Team CSC - Saxo Bank   | Laurent Lefèvre           |
| 9               | Kim Kirchen         | Kim Kirchen        | David de la Fuente | Andy Schleck       | Team CSC - Saxo Bank   | Sebastian Lang            |
| 10              | Cadel Evans         | Óscar Freire       | Riccardo Riccò     | Riccardo Riccò     | Saunier Duval          | Rémy Di Gregorio          |
| 11              | Cadel Evans         | Óscar Freire       | Riccardo Riccò     | Riccardo Riccò     | Team CSC - Saxo Bank   | Amaël Moinard             |
| 12              | Cadel Evans         | Óscar Freire       | Sebastian Lang     | Vincenzo Nibali    | Team CSC - Saxo Bank   | Arnaud Gérard             |
| 13              | Cadel Evans         | Óscar Freire       | Sebastian Lang     | Vincenzo Nibali    | Team CSC - Saxo Bank   | Niki Terpstra             |
| 14              | Cadel Evans         | Óscar Freire       | Sebastian Lang     | Vincenzo Nibali    | Team CSC - Saxo Bank   | José Iván Gutiérrez       |
| 15              | Fränk Schleck       | Óscar Freire       | Bernhard Kohl      | Vincenzo Nibali    | Team CSC - Saxo Bank   | Egoi Martínez             |
| 16              | Fränk Schleck       | Óscar Freire       | Bernhard Kohl      | Andy Schleck       | Team CSC - Saxo Bank   | Stefan Schumacher         |
| 17              | Carlos Sastre       | Óscar Freire       | Bernhard Kohl      | Andy Schleck       | Team CSC - Saxo Bank   | Peter Velits              |
| 18              | Carlos Sastre       | Óscar Freire       | Bernhard Kohl      | Andy Schleck       | Team CSC - Saxo Bank   | Marcus Burghardt          |
| 19              | Carlos Sastre       | Óscar Freire       | Bernhard Kohl      | Andy Schleck       | Team CSC - Saxo Bank   | Sylvain Chavanel          |
| 20              | Carlos Sastre       | Óscar Freire       | Bernhard Kohl      | Andy Schleck       | Team CSC - Saxo Bank   | niet uitgereikt (tijdrit) |
| 21              | Carlos Sastre       | Óscar Freire       | Bernhard Kohl      | Andy Schleck       | Team CSC - Saxo Bank   | Nicolas Vogondy           |
| Eindeklassement | Carlos Sastre       | Óscar Freire       | Bernhard Kohl      | Andy Schleck       | Team CSC - Saxo Bank   | Sylvain Chavanel          |

## Eindklassementen

### Algemeen klassement
| rang      | renner                | land             | ploeg                  | tijd       |
| --------- | --------------------- | ---------------- | ---------------------- | ---------- |
| Gele trui | Carlos Sastre         | Spanje           | Team CSC - Saxo Bank   | 87u 52'52" |
| 2         | Cadel Evans           | Australië        | Silence-Lotto          | + 00'58"   |
| 3         | Bernhard Kohl         | Oostenrijk       | Team Gerolsteiner      | + 01'13"   |
| 3         | Denis Mensjov         | Rusland          | Rabobank               | + 02'10"   |
| 4         | Christian Vande Velde | Verenigde Staten | Team Garmin - Chipotle | + 03'05"   |
| 5         | Fränk Schleck         | Luxemburg        | Team CSC - Saxo Bank   | + 04'28"   |
| 6         | Samuel Sánchez        | Spanje           | Euskaltel-Euskadi      | + 06'25"   |
| 7         | Kim Kirchen           | Luxemburg        | Team Columbia          | + 06'55"   |
| 8         | Alejandro Valverde    | Spanje           | Caisse d'Epargne       | + 07'12"   |
| 9         | Tadej Valjavec        | Slovenië         | AG2R-La Mondiale       | + 09'05"   |
| 10        | Vladimir Jefimkin     | Rusland          | AG2R-La Mondiale       | + 09'55"   |

Rode lantaarn:
| 145 | Wim Vansevenant | België | Silence-Lotto | + 3u 55'45" |

### Puntenklassement
| rang        | renner       | land      | ploeg           | punten |
| ----------- | ------------ | --------- | --------------- | ------ |
| Groene trui | Óscar Freire | Spanje    | Rabobank        | 270    |
| 2           | Thor Hushovd | Noorwegen | Crédit Agricole | 220    |
| 3           | Erik Zabel   | Duitsland | Team Milram     | 217    |

### Bergklassement
| rang          | renner          | land       | ploeg                | punten |
| ------------- | --------------- | ---------- | -------------------- | ------ |
| Bolletjestrui | Bernhard Kohl   | Oostenrijk | Team Gerolsteiner    | 128    |
| 1             | Carlos Sastre   | Spanje     | Team CSC - Saxo Bank | 80     |
| 1             | Fränk Schleck   | Luxemburg  | Team CSC - Saxo Bank | 80     |
| 3             | Thomas Voeckler | Frankrijk  | Bouygues Télécom     | 65     |

### Jongerenklassement
| rang       | renner          | land      | ploeg                | tijd       |
| ---------- | --------------- | --------- | -------------------- | ---------- |
| Witte trui | Andy Schleck    | Luxemburg | Team CSC - Saxo Bank | 88u 04'24" |
| 2          | Roman Kreuziger | Tsjechië  | Liquigas             | + 01'27"   |
| 3          | Vincenzo Nibali | Italië    | Liquigas             | + 17'01"   |

### Ploegenklassement
| rang | ploeg                | land       | teammanager    | tijd        |
| ---- | -------------------- | ---------- | -------------- | ----------- |
|      | Team CSC - Saxo Bank | Denemarken | Bjarne Riis    | 263u 29'57" |
| 2    | AG2R-La Mondiale     | Frankrijk  | Vincent Lavenu | + 15'35"    |
| 3    | Rabobank             | Nederland  | Erik Breukink  | + 1u 05'26" |

### Strijdlustigste renner
| rang | renner           | land      | ploeg   |
| ---- | ---------------- | --------- | ------- |
|      | Sylvain Chavanel | Frankrijk | Cofidis |